# Forward (basketbal)
De forward is een positie in het basketbal. Over het algemeen zijn er twee soorten forwards:
- Small forward – de '3'
- Power forward – de '4'